# Admonter Warte
Admonter Warte är en bergstopp i Österrike.   Den ligger i distriktet Liezen och förbundslandet Steiermark, i den centrala delen av landet, 150 kilometer väster om huvudstaden Wien. Toppen på Admonter Warte är 1 582 meter över havet.
Terrängen runt Admonter Warte är varierad. Närmaste större samhälle är Trieben, 16,7 kilometer söder om Admonter Warte. 
I omgivningarna runt Admonter Warte växer i huvudsak blandskog. Runt Admonter Warte är det ganska glesbefolkat, med 25 invånare per kvadratkilometer.